# Kutb-ud-din Ajbak
Qutb ud-Din Aibak (perzijsko قطب‌الدین ایبک  ; 1150 – 4. november 1210) je bil turški general guridskega cesarja Mohameda Gurija. Bil je odgovoren za ozemlja dinastije Guridov v severni Indiji, po atentatu na Mohameda Gurija leta 1206 pa je v Lahoreju vzpostavil svojo neodvisno vlado in postavil temelje Delhijskega sultanata.
Ajbak, doma iz Turkestana, je bil kot otrok prodan v suženjstvo. Kupil ga je neki sodnik v Nišapurju v Perziji, kjer se je med drugim naučil lokostrelstva in jahanja. Kasneje so ga prodali Muhamadu Guriju v Gazniju, kjer je napredoval do položaja upravnika kraljevih hlevov. Med horezmijsko -guridskimi vojnami so ga ujeli izvidniki sultana Šaha; po guridski zmagi so ga izpustili in Mohamed Guri ga je zelo podpiral.
Po zmagi Guridov v drugi bitki pri Tarainu leta 1192 je Muhamad Guri postavil Ajbaka za vodjo njegovih indijskih ozemelj. Ajbak je razširil moč Guridov v severni Indiji z osvajanjem in plenjenjem več krajev v kraljestvih Čahamana, Gahadavala, Čaulukja, Čandela in drugih.
Po atentatu na Mohameda Gurija marca 1206 se je Ajbak boril z drugim nekdanjim suženjskim generalom Tadž al-Dinom Jildizom za nadzor nad ozemlji Guridov v severozahodni Indiji. Med tem vojaškim pohodom je napredoval vse do Gaznija, čeprav se je kasneje umaknil in ustanovil svojo prestolnico v Lahoreju. Nominalno je priznal suverenost naslednika Mohameda Gorija Hijasudina Mahmuda, ki ga je uradno priznal za vladarja Indije.
Ajbaka je nasledil Aram Šah, nato pa njegov nekdanji suženj in zet Iltutmiš, ki je ozemlje pod nadzorom Guridov v Indiji preoblikoval v mogočen Delhijski sultanat. Ajbak je znan po tem, da je naročil gradnjo Kutb Minarja v Delhiju in Adhai Din Ka Džhonpre v Adžmerju.

## Mladost
Ajbak se je rodil okoli leta 1150. Njegovo ime se različno transliterira kot "Qutb al-Din Aybeg",  "Qutbuddin Aibek"  in "Kutb Al-Din Ajbak". Izhaja iz Turkestana in je pripadal turškemu plemenu Ajbak. Beseda »Ajbak«, prečrkovana tudi kot »Aibek« ali »Aybeg«, izhaja iz turških besed za »luna« (ai) in »gospod« (bek). Kot otroka so ga ločili od družine in odpeljali na suženjski trg v Nišapurju. Tam ga je kupil islamski sodnik Fakhrudin Abdul Aziz Kufi, potomec znanega muslimanskega teologa Abu Hanife. V sodnikovi hiši so z Ajbakom ravnali ljubeče in se je izobraževal skupaj s sodnikovimi sinovi. Poleg recitiranja Korana se je naučil lokostrelstva in jahanja.
Sodnik ali eden od njegovih sinov je prodal Ajbaka trgovcu, ki je nato dečka prodal guridskemu sultanu Muhamadu Goriju v Gazniju. Potem ko je bil sprejet v sultanovo suženjsko gospodinjstvo, sta Ajbakova inteligenca in prijazna narava pritegnili sultanovo pozornost. Nekoč, ko je sultan svoje sužnje obdaroval, je Ajbak svoj delež razdelil med služabnike. Navdušen nad tem dejanjem ga je sultan povišal v višji čin.
Ajbak se je kasneje povzpel na pomemben položaj Amir-i Akhurja, uradnika kraljevih hlevov. Med Guridskimi konflikti s horezmijskim vladarjem sultanom Šahom je bil Ajbak odgovoren za splošno vzdrževanje konj, pa tudi za njihovo krmo in opremo. Nekega dne so ga med iskanjem konjske krme ujeli izvidniki sultana Šaha in ga zaprli v železno kletko. Potem ko so Guridi premagali sultana Šaha, ga je Muhamad Gori ad-Din videl v kletki in ga je njegovo obupno stanje globoko ganilo. Po izpustitvi mu je sultan izkazal veliko naklonjenost. O Ajbakovih nadaljnjih nalogah ni na voljo nobenih podatkov vse do prve bitke pri Tarainu v Indiji, ki se je zgodila v letih 1191–1192.

## Kot podrejeni Guridskemu sultanu

### Vojaški pohod proti Čahamanam
Ajbak je bil eden od generalov guridske vojske, ki so jo v prvi bitki pri Tarainu v Indiji premagale sile čahamanskega vladarja Pritviradže III. V drugi bitki pri Tarainu, kjer so Guridi zmagali, je poveljeval splošni razporeditvi guridovske vojske in bil blizu sultana Muhamada Gorija, ki se je postavil v središče vojske. 
Po zmagi pri Tarainu je Muhamad Gori nekdanje ozemlje Čahamane dodelil Ajbaku, ki je bil nameščen v Kuhramu (današnji Ghuram v Pandžabu v Indiji).  Natančna narava te naloge ni jasna: Minhadž jo opisuje kot ikta', Fakhr-i Mudabbir jo imenuje "ukaz" (sipahsalari), Hasan Nizami pa navaja, da je bil Ajbak imenovan za guvernerja (ajalat) Kuhrama in Samane.
Po smrti Pritviradže je Ajbak imenoval njegovega sina Govindaradža IV. za Guridskega vazala. Kasneje je Prithviradžin brat Hariradža napadel trdnjavo Ranthambore, ki jo je Ajbak postavil pod svojega podrejenega Kavamul Mulka. Ajbak je odkorakal proti Ranthamboreju in prisilil Hariradžo k umiku iz Ranthamboreja in nekdanje prestolnice Čahamane, Adžmerja.

### Vojaški pohod proti Džatvanu
Septembra 1192 je upornik Džatvan oblegal trdnjavo Hansi na nekdanjem ozemlju Čahamane, ki ji je poveljeval Nusrat-ud-din. Ajbak je odkorakal v Hansi in prisilil Džatvana k umiku v Bagar, kjer je bil upornik v bitki poražen in ubit.

### Začetna osvajanja v Doabu
Po zmagi nad Džatvanom se je vrnil v Kuhram in se pripravljal na napad na Ganga-Jamuna Doab. Leta 1192 je prevzel nadzor nad Meerutom in Baranom (sodobni Bulandšar), od koder je kasneje napadel kraljestvo Gahadavala. Leta 1192 je prevzel tudi nadzor nad Delhijem, kjer je sprva obdržal lokalnega vladarja Tomara kot vazala. Leta 1193 je zaradi izdaje odstavil vladarja Tomara in prevzel neposredno oblast nad Delhijem.
Leta 1193 je sultan Muhamad Gori poklical Ajbaka v Guridsko prestolnico Gazni, kjer je ostal okoli šest mesecev. 
Po vrnitvi v Indijo leta 1194 je prečkal reko Jamuno in od Dor Radžputov zavzel Koil (današnji Aligarh). 
Medtem je Hariradža, izkoristivši Ajbakovo odsotnost iz Indije, in ponovno prevzel nadzor nad delom nekdanjega ozemlja Čahamana. Po vrnitvi v Delhi je Ajbak poslal vojsko proti Hariradži, ki je storil samomor, ko se je soočil z gotovostjo poraza. Ajbak je nato Adžmer postavil pod muslimansko oblast, Govindaradžo pa preselil v Ranthambore.

### Vojna proti Gahadavalam
Leta 1194 se je Muhamad Gori vrnil v Indijo in s 50.000 konji prečkal reko Jamuno ter v bitki pri Čandavarju premagal sile gahadavalskega kralja Džajačandre, ki je bil v boju ubit. Po bitki je Muhamad Gori nadalje napredoval proti vzhodu, z Ajbekom v predhodnici. Mesto Benares (Kashi) je bilo zavzeto in porušeno, uničeni pa so bili tudi "idoli v tisočih templjih".   Na splošno velja, da je bilo takrat opustošeno tudi budistično mesto Sarnat.  Čeprav Guridi niso dobili popolnega nadzora nad kraljestvom Gahadavala, jim je zmaga ponudila priložnost, da so na mnogih mestih v regiji ustanovili vojaške postaje.

### Drugi vojni pohodi
Po zmagi pri Čandavarju se je Ajbak osredotočil na utrjevanje svojega položaja v Koilu. Muhamad Gori se je vrnil v Gazni, vendar se je v Indijo vrnil leta 1195–96, ko je premagal Kumarapalo, bhatskega vladarja Bajane. Nato je odkorakal proti Gvaliorju, kjer je lokalni vladar Parihara Salahanapala po dolgem obleganju priznal svoje vazalstvo.
Leta 1197 je Ajbak pri gori Abu premagal vojsko Čaulukja in se s tem maščeval za poraz Muhamada Gorija v bitki pri Kasahradi skoraj dve desetletji prej. Ajbakova vojska je nato odkorakala proti prestolnici Čaulukje Anhilvari. Kralj Bhima II., ki je mesto branil, je pobegnil iz mesta, ki so ga napadalci oropali. Nadzor Guridov nad regijo ni trajal dolgo in Čaulukji so kmalu zatem ponovno prevzeli nadzor nad svojo prestolnico.
V letih 1197–98 je Ajbak osvojil Budaun v današnjem Uttar Pradeshu in ponovno prevzel nadzor nad nekdanjo prestolnico Gahadavala, Varanasijem, ki je ušla izpod nadzora Guridov. V letih 1198–99 je osvojil Čantarval (neidentificirano, morda isto kot Čandavar) in Kannaudž. Kasneje je zavzel Siroh (verjetno sodobni Sirohi v Radžastanu). Po perzijskem kronistu Fakhr-i Mudabbirju (ok. 1157–1236) je Ajbak v letih 1199–1200 osvojil tudi Malvo v današnjem Madža Pradešu. Vendar noben drug zgodovinar ne omenja takšne osvojitve; zato je verjetno, da je Ajbak zgolj napadel Malvo.
Medtem je Baha' al-Din Toghril  (prečrkovan tudi kot Bahauddin Tughril) - še en pomemben guridski suženjski general - oblegal trdnjavo Gvalior. Potem ko so se branilci znašli v hudi situaciji, so se obrnili na Ajbaka in mu predali trdnjavo.
Leta 1202 je Ajbak oblegal Kalindžar, pomembno utrdbo v kraljestvu Čandela v osrednji Indiji. Vladar Čandele Paramardi je začel pogajanja z Ajbakom, vendar je umrl, preden je bila pogodba sklenjena. Glavni minister Čandele, Adžajadeva, je nadaljeval s sovražnostmi, vendar je bil prisiljen zahtevati pogajanja, ko so Guridi prekinili oskrbo z vodo v trdnjavi. Kot del premirja so se bili Čandele prisiljeni preseliti v Adžajgarh. Njihove nekdanje trdnjave Kalindžar, Mahoba in Khadžuraho so prišle pod nadzor Guridov, ki jih je vodil Hasan Arnal.
Medtem si je poveljnik guridov Bahtijar Haldži podjarmil male poglavarje Gahadavala v vzhodnem Uttar Pradeshu in regiji Bihar. Po vojnem pohodu v Bihar, ki je vključeval uničenje budističnih samostanov, je Haldži prispel v Badaun, da bi pozdravil Ajbaka, ki je pravkar zaključil uspešen vojni pohod pri Kalindžarju. 23. marca 1203 je Haldži Ajbaku podaril vojni plen, vključno z 20 ujetimi sloni, dragulji in denarjem. Ajbak je počastil Haldžija, ki je nato osvojil del Bengalije na vzhodu.  Bahtijar je deloval neodvisno  in ob svoji smrti leta 1206 ni bil podrejen Ajbaku.
Leta 1204 je Muhamad Gori v bitki pri Andhudu doživel poraz proti Horezmijcem in njihovim zaveznikom, čemur je sledilo več izzivov njegovi avtoriteti. Ajbak mu je pomagal zatreti upor poglavarjev Hoharjev v regiji Lahore in se nato vrnil v Delhi. 15. marca 1206 je bil umorjen Muhamad Gori: različni viri dejanje pripisujejo Hoharjem ali Ismailitom.

## Guridska oblast leta 1206 v času Mohamedovega atentata
Po navedbah kronista Minhadža v delu Tabaqat-i Nasiri je Ajbak osvojil ozemlje do meja Udždžaina na jugu.  Minhadž navaja, da so Guridi v času smrti sultana Muhameda Gorija leta 1206 nadzorovali naslednja območja v Indiji: 
- Uch
- Nahrwala (Patan)
- Puršor
- Sialkot
- Lahore
- Tabarhinda
- Tarain
- Adžmer
- Hansi
- Sursuti
- Kuhram
- Meerut
- Kol
- Delhi
- Thankar
- Budaun
- Gvalior
- Bhera
- Banaras
- Kanaudž
- Kalindžar
- Avadh
- Malva
- Advand, Bihar
- Lakhnauti v Bengalija

Vendar pa nadzor Guridov ni bil enako učinkovit na vseh teh področjih. V nekaterih od teh krajev, kot sta Gvalior in Kalindžar, je nadzor Guridov oslabel ali celo prenehal obstajati. 

## Priznanje za vladarja severne Indije
Zgodovinar KA Nizami teoretizira, da sultan Muhamad Gori ni nikoli imenoval Ajbaka za svojega naslednika v Indiji: suženjski general je ta položaj pridobil po sultanovi smrti z uporabo diplomacije in vojaške moči. Sultanova nepričakovana smrt je na položajih moči pustila tri njegove glavne suženjske generale – Ajbaka, Tadž al-Din Jildiza in Nasirja ad-Dina Kabačo. V zadnjih letih je bil sultan razočaran nad svojo družino in poglavarji ter je zaupal le svojim sužnjem, ki jih je imel za svoje sinove in naslednike. 
V času sultanove smrti je imel Ajbak svoj sedež v Delhiju. Prebivalci Lahoreja so ga prosili, naj po sultanovi smrti prevzame suvereno oblast, zato je svojo vlado preselil v Lahore. Neformalno je zasedel prestol 25. junija 1206, vendar je bilo njegovo formalno priznanje kot suverenega vladarja veliko kasneje, šele v letih 1208–1209. 
Jildiz, ki je bil Ajbakov tast, si je prizadeval nadzorovati ozemlja Guridov v Indiji. Potem ko ga je novi sultan Mahmud potrdil za vladarja Gaznija in ga osvobodil, se je Jildiz odpravil v Pandžab z namenom, da bi prevzel nadzor nad regijo. Ajbak je odkorakal proti njemu, ga prisilil k umiku v Kohistan in prevzel nadzor nad Gaznijem. Ajbak je nato poslal svojega predstavnika Nizamuddina Muhamada v Mahmudov sedež v Firuz Kuhu, da bi pospešil njegovo zahtevo za investituro.
V letih 1208–1209 je Mahmud podelil Ajbaku chatr (ceremonijalni sončnik)  in izdal listino o investituri, s katero ga je priznal za vladarja Hindustana. Morda je v tem času izdal tudi listino o odpustu za Ajbaka. 
Prebivalci Gaznija so povabili Jildiza, naj Ajbaka izseli iz mesta, in ko je Jildiz prispel v bližino Gaznija, je Ajbak pobegnil v Indijo čez ozek gorski prelaz Sang-i Surkh. Ajbak je nato svojo prestolnico preselil v Lahore, da bi zaščitil svoja ozemlja pred Jildizom.

## Smrt in zapuščina
Potem ko je bil priznan za vladarja Indije, se je Ajbak osredotočil na utrditev svoje oblasti na ozemljih, ki so bila že pod njegovim nadzorom, namesto na osvajanje novih ozemelj. Leta 1210 je v Lahoreju med igranjem chaugana (oblika pola na konju) padel s konja in takoj umrl, ko mu je ročaj sedla prebodel rebra. 
Vsi sodobni kronisti hvalijo Ajbaka kot zvestega, radodarnega, pogumnega in pravičnega človeka.  Kronist Fakhr-i Mudabbir navaja, da si Ajbakovi vojaki – med katerimi so bili »Turki, Guridi, Hurasani, Haldžiji in Hindustanci« – niso upali kmetom na silo vzeti niti bilke trave ali grižljaja hrane. Mogulski kronist iz 16. stoletja Abu'l-Fazl kritizira Mahmuda iz Gazne zaradi "prelivanja nedolžne krvi", vendar hvali Ajbaka, češ da je "dosegel stvari, dobre in velike". Še v 17. stoletju se je izraz "Ajbak tistega časa" uporabljal za opis radodarnih ljudi, kar potrjuje kronist Firišta.
Ajbak, ki je nepričakovano umrl, ni imenoval očitnega dediča. Po njegovi smrti so turški častniki (maliki in emirji), nameščeni v Lahoreju, za njegovega naslednika imenovali Arama Šaha. Podrobnosti o življenju Arama Šaha pred njegovim vzponom na prestol niso na voljo.
Aram Šah je vladal največ osem mesecev, v tem času pa so različni provincialni guvernerji začeli uveljavljati neodvisnost. Nekaj turških častnikov je nato povabilo Ajbakovega nekdanjega sužnja, Iltutmiša, uglednega generala, da prevzame kraljestvo. Ajbak je kupil Iltutmiš nekje po osvojitvi Anhilvare leta 1197. Ajbak je Iltutmiša videl kot naslednjega vladarja: Iltutmiša je imenoval svojega sina in mu je podelil ikto Badaun. Posledično so plemiči imenovali Iltutmisha za naslednika Aram Šaha in z njim poročili Ajbakovo hčer. Aram Šah je izpodbijal Iltutmiševe zahteve po prestolu, a je bil po vojaškem spopadu odločno poražen in ubit. Iltutmish si je podjarmil uporniške guvernerje in guridska ozemlja Indije preoblikoval v močan Delhijski sultanat.